# Fernão do Pó
Fernão do Pó (auch Fernão Pó, Fernando Pó oder Fernando Póo genannt; lebte im 15. Jahrhundert) war ein portugiesischer Seefahrer und Entdecker, der die westafrikanische Küste erforschte. 
Über ihn und sein Leben ist sehr wenig bekannt. Er gehörte zu den Seefahrern, die während dieser Zeit im Auftrag des Königs Afonso V. von Portugal bis zum Golf von Guinea vordrangen. Afonso V. hatte 1469 mit dem portugiesischen Kaufmann Fernão Gomes einen Pachtvertrag geschlossen, der Gomes für fünf Jahre das Recht einräumte, Entdeckungsreisen entlang der westafrikanischen Küste durchzuführen. Er beauftragte einige erfahrene Seefahrer mit der Durchführung dieser Expeditionen.  
Hierzu gehörte auch Fernão do Pó, der laut Überlieferung 1472 die Insel Bioko im Golf von Guinea sowie die Inseln São Tomé und Príncipe entdeckte. Bis 1973 trug Bioko den Namen ihres Entdeckers Fernando Póo. 1973 wurde sie in Macías Nguema Byogo umbenannt, 1979 erhielt sie ihren heutigen Namen. Auch im nahe gelegenen Kamerun, wo Pó die Mündung des Wouri befuhr, wurde der Name zur Benennung einiger Plätze verwendet. 
Nach ihm bzw. nach der Insel Fernando Póo wurden auch die Fernandinos benannt, die multiethnische bzw. Mulattenpopulation in Äquatorialguinea, die Ende des 19. Jahrhunderts in verschiedenen Regionen Afrikas für den Kakaoanbau rekrutiert wurde. Unter ihnen waren entlaufene Sklaven, aber auch Engländer und Spanier, die einheimische Bubi-Frauen heirateten. Fernandinos hießen auch die Mulatten von São Tomé und Príncipe. Auch das auf dem Englischen basierende Kreolisch, das in der Region gesprochen wird, wurde oft Fernandino, von den Einheimischen aber Pichinglis genannt.